# Hollywood (Sfera Ebbasta)
Hollywood è un singolo del rapper italiano Sfera Ebbasta pubblicato il 2 aprile 2021 come terzo estratto dal terzo album in studio Famoso.

## Descrizione
Il singolo ha visto la partecipazione del produttore statunitense Diplo e presenta sonorità di ispirazione synth pop con chitarre distorte.

## Classifiche
| Classifica (2020) | Posizione massima |
| ----------------- | ----------------- |
| Italia            | 3                 |